# グラナティエーレ (駆逐艦)
グラナティエーレ（Granatiere、「擲弾兵」の意、識別記号 GN）はイタリア王立海軍およびその後イタリア海軍で運用された駆逐艦。

## 艦歴

### イタリア王立海軍での運用と第二次世界大戦
1939年に同艦はスペイン沿岸を遊弋していた。

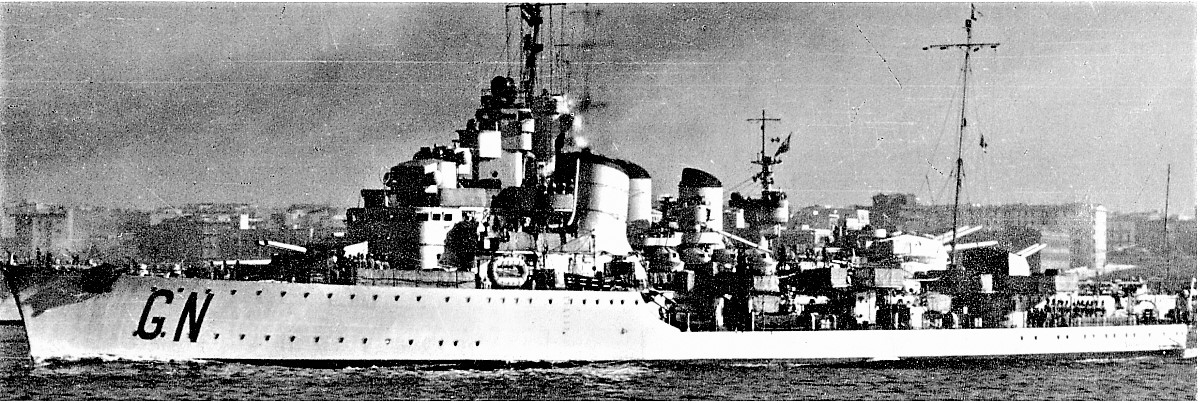
1940年に撮影された「グラナティエーレ」

第二次世界大戦の初期には、同型艦のベルサリエーレ、フチリエーレおよびアルピーノとともに構成した第13駆逐艦部隊の旗艦を務めていた。
1940年7月7日12時35分に、部隊の僚艦および第7巡洋分艦隊（エウジェニオ・ディ・サヴォイア、エマヌエレ・フィリベルト・デュカ・ダオスタ、ムツィオ・アッテンドーロおよびライモンド・モンテクッコリ）とともにパレルモから出航し、第二艦隊の他艦（重巡洋艦ポーラ、総計7隻の第1、第2および第3巡洋分艦隊および第9、第10、第11および第12駆逐艦部隊）と合流し、リビアへの護送船団の支援部隊としての任務後に第1艦隊と合流して7月9日にカラブリア沖海戦に参戦したが、第7分艦隊（および第13駆逐艦部隊）が他のイタリア艦隊との合流に遅延したため、すでに戦闘は終結に向かっており、ごく限られた行動しかとれなかった。
7月30日から8月1日にかけて、アスカリ、ベルサリエーレおよびフチリエーレ、重巡洋艦ポーラ、ザラ、フィウメ、ゴリツィア、トレント、軽巡洋艦ダ・バルビアーノ、アルベルト・ディ・ジュッサーノ、エウジェニオ・ディ・サヴォイア、ドゥーカ・デッリ・アブルッツィ、アッテンドーロ、モンテクッコリおよび総計11隻の第9、第12および第15駆逐艦部隊とともに、リビアに向かう商船10隻、駆逐艦4隻および水雷艇12隻からなる2つの護送船団の間接支援をおこなった。
11月27日の正午ごろに戦艦チェザーレ、ヴィットリオ・ヴェネト、第13駆逐艦隊の僚艦および第12駆逐艦隊（フレッチア、ダルド、サエッタ）とともにナポリを出航し、決着がつかなかったスパルティヴェント岬沖海戦に参加した。
1941年2月8日、ジェノバに対して攻撃を行うイギリス軍の編隊を迎え撃つため、第13駆逐艦部隊、第10駆逐艦部隊の他の艦（マエストラーレ、グレカーレ、リベッチオ、シロッコ）、戦艦ヴィットリオ・ヴェネト、チェザーレ、ドーリアとともにラ・スペツィアを出港し、翌日、イタリア艦隊は、駆逐艦カラビニエーレとコラッツィエーレとともにメッシーナを出発した第3巡洋分艦隊（重巡洋艦トレント、ポーラ、ボルツァーノ）に合流したが、攻撃を防ぐことも、イギリス艦を発見することもできなかった。
3月27日の朝、第13駆逐艦部隊の僚艦とともに、第10駆逐艦部隊（マエストラーレ、グレーケール、リベッチオ、シロッコ）に代わって戦艦ヴィットリオ・ヴェネトを護衛につき、他のいくつかの部隊 - 第1巡洋艦分隊（ザラ、ポーラ、フィウメ）、第3巡洋艦分隊（トレント、トリエステ、ボルツァーノ）、第8巡洋艦分隊（ガリバルディ、ドゥーカ・デッリ・アブルッツィ）、第9駆逐艦部隊（アルフィエーリ、オリアーニ、ヴィンチェンツォ・ジョベルティ、ジョズエ・カルドゥッチ）、第16駆逐艦部隊（ダ・レッコ、パッサーニョ）、第12駆逐艦部隊（コラツィエーレ、カラビニエーレ、アスカリ）- ともに「ガウド」作戦に参加することになっていたが、マタパン岬沖海戦では第1巡洋艦分隊全艦と駆逐艦アルフィエーリおよびカルドゥッチを失うという悲惨な結果に終わった。この戦闘では、第13駆逐艦部隊の艦船が雷撃機による攻撃で損傷したヴィットリオ・ヴェネトを護衛し、自らの対空砲火で防御した。
5月19日から21日にかけて、巡洋艦ドゥーカ・デッリ・アブルッツィ、ガリバルディおよび駆逐艦グラナティエーレ、ベルサリエーレとともに、トリポリへの護送船団（商船プロイセン、スパルタ、カポ・オルソ、カステルヴェルデ、モーティア、油槽船パヌーコ、スペルガ、駆逐艦エウロ、フォルゴーレ、フルミーネ、ストラーレ、トゥルビネ）の間接護衛任務を務め、何度かの水中攻撃があり、アルピーノ自体が北緯35度42分、東経12度24分で英潜水艦アージによる攻撃目標になったが攻撃を回避し、船団は損失無しに目的地に到着した。
6月3日、グラナティエーレ、フチリエーレ、ベルサリエーレおよび巡洋艦ドゥーカ・デッリ・アブルッツィ、ガリバルディとともに「アキタニア」船団（駆逐艦ダルド、アヴィエーレ、ジェニエーレ、カミチア・ネーラおよび水雷艇ミッソーリに護衛されてナポリからトリポリを目指す商船アキタニア、カッファロ、ニルヴォ、モンテッロ、ベアトリーチェ・コスタおよび油槽船ポツァリカ）の間接護衛の一部としてパレルモを出航し、6月4日にケルケナ諸島の沖合約30 kmで航空攻撃を受けてモンテッロが被弾して誰も脱出できないうちに爆発し、ドラム缶に入れたガソリンを積載していたベアトリーチェ・コスタも被弾して火災が発生し、カミチア・ネーラが救助しようとしたが間に合わなかったため、カミチア・ネーラによって沈没させられた。
7月28日にベルサリエーレおよび第8巡洋分艦隊（ガリバルディおよびモンテクッコリ）とともにイタリアとリビアの間を航行する8隻の船団を護衛するために出航し、英潜水艦による雷撃でガリバルディが深刻な損傷を負った。
1941年9月24日、ベルサリエーレ、フチリエーレおよび第13駆逐艦部隊に追加されたジョベルティとともにナポリを出航し、リットリオおよび第14駆逐艦部隊（フォルゴーレ、ダ・レッコ、ペッサーニョ）と合流してイギリスの護衛船団の邀撃を試みたが成功しなかった。
10月8日22時20分、リビアへ向かう油槽船プロセルピーナおよび貨物船ジュリア、バインジッツァ、ニルヴォ、ゼーナ、カサレジスからなる「ジュリア」船団を、ベルサリエーレ、フチリエーレ、アルピーノとともに護衛するためにナポリを出航したが（その後、トラパーニから出航した旧式の水雷艇カスチーノが合流した）、故障に見舞われたバインジッツァとニルヴォはトラパーニで修理する必要があり、10月12日22時25分にイギリス軍830飛行隊の雷撃機が船団を攻撃してゼーナとカサレジスが沈められた（それぞれ北緯34度52分、東経12度22分と北緯34度10分、東経12度38分）。「ジュリア」船団はウルトラ組織によって行われた暗号解読の犠牲になった最初の船団だった。

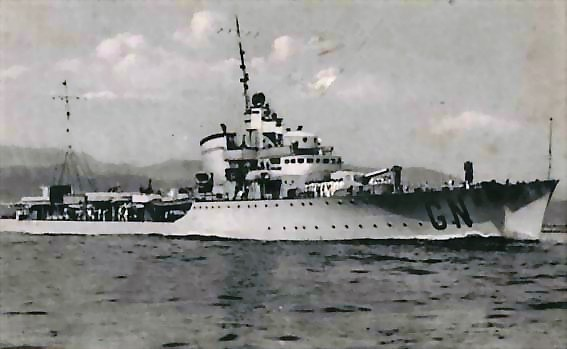
第二次世界大戦中の「グラナティエーレ」

1941年11月8日の朝、グラナティエーレは駆逐艦マエストラーレ、グレカーレ、リベッチオ、フルミーネ、エウロおよびアルフレード・オリアーニに護衛されてトリポリに向かう貨物船デュースブルク、サンマルコ、サジッタ、マリア、リナ・コラード、コンテ・ディ・ムスラタ、ミナティトランからなる「デュースブルク」船団（合計34,473トンの補給物資、車両389両、兵員243名）を間接護衛するために第3分艦隊（トレントおよびトリエステ）および駆逐艦ベルサリエーレ、フチリエーレ、アルピーノとともにメッシーナを出航した。翌日の夜、この船団はイギリスのK部隊（軽巡洋艦オーロラ、ペネロピ、駆逐艦ランス、ライブリー）の攻撃を受けて破壊され、すべての貨物船とフルミーネが沈没、グレカーレは重大な損傷を負った。グラナティエーレは戦闘に参加しなかった。
1941年11月21日、リビアへの2つの船団を間接護衛するために軽巡洋艦ガリバルディ、駆逐艦ヴィヴァルディ、ダ・ノーリ、アルピーノ、フチリエーレ、コラッツィエーレ、カラビニエーレおよび水雷艇ペルセオと共にメッシーナから出航した。
12月13日17時40分にM41作戦（リビアへの商船6隻と駆逐艦5隻および水雷艇からなる3つの船団）を間接護衛するために戦艦リットリオ、ヴィットリオ・ヴェネト、同じ部隊の駆逐艦3隻および水雷艇チェンタウロ、クリオとともにターラントを出航したが（護衛艦隊は後で駆逐艦ヴィヴァルディ、マルチェッロ、ダ・レッコ・ダ・ノーリ、ゼーノによって補強された）、潜水艦からの攻撃を受けて貨物船2隻（ファビオ・フィルツィとカルロ・デル・グレコ）が沈没し、戦艦ヴィットリ・ヴェネトも深刻な損傷を受ける壊滅的な打撃を被った。
12月16日、リビアへの輸送作戦M42（駆逐艦サエッタ、ダ・レッコ、ヴィヴァルディ、ダ・ノーリ、マロチェッロ、ペッサーニョ、ゼーノに護衛された商船モンジネヴロ、ナポリ、アンカラ、ヴェットール・ピサニからなるターラントを出航し、アンカラとサエッタがベンガジを目指し、残りがトリポリを目指した2つの船団）の支援戦力として戦艦アンドレア・ドーリア、ジュリオ・チェザーレ、リットリオ、重巡洋艦トレント、ゴリツィアおよび駆逐艦グラナティエーレ、マエストラーレ、フチリエーレ、ベルサリエーレ、コラツィエーレ、カラビニエーレ、オリアーニ、ジョベルティ、ウゾディマーレとともに出航し、船団は18日に無傷で目的地に到着したが、支援部隊は第1次シルテ湾海戦と呼ばれることになるイギリス軍艦隊との決着のつかない戦闘に参加したが、グラナティエーレは特に戦功をあげることはなかった。戦闘終了後の、12月18日午前6時ごろ、高速航行中のグラナティエーレはコラッツィエーレと衝突し、両艦に死傷者があり（グラナティエーレでは、情報源によって3人から20人の死亡が伝えられている）、両艦ともに艦首部が脱落する非常に深刻な損傷を負い、ナヴァリノに曳航されて一時的な修理を受け、グラナティエーレはさらにトレントでも修理をうけることになった。
その後の修理および艦首の再建作業は非常に時間がかかり、完了したのは1942年9月だった。この修理作業の間に、照明弾発射砲を取り除き、4門の20mm機関砲が搭載されるという改修を受けた。
11月15日22時15分、ベルサリエーレおよびグラナティエーレは、7,400トンの燃料と、35トンの潤滑油を搭載した、リビアへの最後の油槽船となる巨大で近代的な油槽船ジュリオ・ジョルダーニを護衛してタラントを出航した。11月17日の午後8時、ウルトラ組織からの情報をもとに、イギリスの雷撃機がミスラタ北方で船団を襲撃し、ベルサリエーレとグラナティエーレは油槽船を煙幕で隠そうとしたが、魚雷2発が命中し、油槽船は炎上した。グラナティエーレは基地に「輸送船が攻撃され沈没しつつあり、当艦は生存者救助のために夜明けまで留まる」と打電したところ、艦隊司令部からは「輸送船を救うためにあらゆる手段を尽くせ。沈没した場合は生存者回収後に海況によっては東西航路を通ってメッシーナを目指せ。トリポリへの補給は不可能」との返信が届いた。無益に終わった油槽船を救う試みの後、2隻の駆逐艦には生存者を救出して帰投する以外の選択肢は残されていなかった。
1943年3月2日に、グラナティエーレはパレルモ港で米軍による激しい空爆を受けて深刻な損傷を負い、乗員42名が死亡し、ほかに24名が負傷した。
その後の修理の間に2門の37/54mm機関砲が艦尾爆雷投射機を取り除いた跡に搭載され、さらに音響測深儀も搭載された。
1943年9月8日にイタリアの降伏が宣言された時点でもいまだにタラント海軍兵器廠で作業中で、任務に復帰したのは同年10月15日だった。
連合軍との戦争中に、グラナティエーレは124回任務で出航し、47,000海里を航海した。
共同交戦海軍では、同艦は沿岸砲撃訓練、北アフリカ航路および紅海での護衛及び兵員輸送任務に従事した.
1944年5月2日、駆逐艦オリアーニとともにアルバニア海域でのドイツ軍内燃水雷艇との戦闘に参加した。
1944年12月27日から28日にかけて、シチリア海峡でユーゴスラビアの蒸気船クマノフを救助した。

### 戦後およびイタリア海軍での活動
戦後、同艦はイタリア海軍に編入され、イタリアのNATOへの加盟に伴い古い識別記号 GN に代えてシリアル番号 D 550 が割り当てられた。
当初、1948年から1949年にかけて数回の近代化改修を受け、さらに1953年から1954年にフリゲートとしての運用に適するように徹底的な改修を受けた。
1946年5月9日、ヴィットーリオ・エマヌエーレ3世とエレナ妃を乗せてエジプトに向かう巡洋艦ドゥーカ・デッリ・アブルッツィを護衛した。ヴィットーリオ・エマヌエーレは息子のウンベルト2世支持を表明して同日ナポリで退位し、即座に自発的に亡命することを決定した。
1954年10月26日、同艦はトリエステのイタリアへの復帰セレモニーに参加し、巡洋艦ドゥーカ・デッリ・アブルッツィおよび駆逐艦アルティリエーレ、グレカーレとともにトリエステ港に最初に入った艦隊となり、イタリアへの帰還に対する乗組員の喜びを示すために艦艇に乗船していた群衆が歓声をあげた。
1958年にグラナティエーレは予備役に回され、その後武装解除されて同年退役した。
同艦は1960年に解体された。
艦名は、1996年に就役し、2015年9月20日に退役したソルダティ級フリゲートF 585に引き継がれた。

### 艦長
ジェラルドー・ガラータ大佐（1893年7月12日ナポリ生まれ）（1939年2月1日-1940年7月14日）
ヴィットーリオ・デ・パーチェ大佐（1897年9月6日レッチェ生まれ）（1940年7月15日-1941年10月）
フェランテ・カッポーニ大佐（1902年12月26日フローレンス生まれ）（1941年10月-12月18日）
アゴスティーノ・カローシ中佐（1902年12月26日フィレンツェ生まれ）（1942年1月-9月）
ジュゼッペ・グレゴーリオ中佐（1901年2月3日サヴォーナ生まれ）（1942年9月-1943年8月）
マルチェロ・プッシ・ボンカンビ中佐（1904年7月21日ペルージャ生まれ）（1943年8月-12月）